# Wolfgang Luh (Künstler)
Wolfgang Luh (* 24. März 1955 in Büdingen, Hessen) ist ein deutscher bildender Künstler und Herausgeber.

## Leben
Nach seinem Abitur im Jahr 1975 am Wolfgang-Ernst-Gymnasium in Büdingen studierte Luh ab 1976 an der Hochschule für bildende Künste in Kassel, wo er 1982 zum Diplom-Designer und 1984 im Bereich der freien Kunst examinierte.
Seit 1978 lebt und arbeitet Luh in seiner  Atelierwohnung in Kassel,  die im Laufe der Zeit zum sogenannten „Museum Luh“ wurde. Hier ist der Geburtsort von  Deutschlands kleinster, ältester und immer noch ständig weiter nach innen wachsenden Installation "Intimbereich – Tempel oder stilles Örtchen". Seit April 1984 ist Luh Initiator und Gründer des „Ersten Kasseler Herrenabends“,  der jeden Montagabend im „Museum Luh“ stattfindet. Von 1986 bis 1992 war Luh (in Zusammenarbeit mit Jürgen O. Olbrich) Herausgeber der Künstler-Zeitschrift Zeitschrift für Tiegel & Tumult (ZfT&T), die alle drei Monate erschien, 24 Ausgaben und eine Auflage von 150 Exemplaren hatte.
Seit 1999 ist die Dauer-Installation Vollversammlung in Luhs Küche Teil des „Museums Luh“ mit über 2.850 in Europa, Nord-, Mittel- und Südamerika gesammelten Kasperletheater-Puppenköpfen aus Kunststoff.

## Ausstellungen
Einzelausstellungen
- 2024:  Art Saves Life. 40 Jahre Erster Kasseler Herrenabend. d:gallery, Kassel
- 2023: 30 Jahre Kulturbrücke Argentinien - Deutschland, Museo de Arte Dámaso Arce, Olavarría, Argentinien
- 2022:  3D-Modell des Museum Luh für Google Street View
- 2017:  Grüsse an den Herrenabend, Stadtmuseum Kassel und Messe Kassel
- 2015: Der Weg–The Path, d:gallery, Kassel[2]
- 2015: Wegbeschreibung, Rathaus Kassel[3]
- 2013: Requiem für eine verlorene Stadt, Sankt Elisabeth und Stadtmuseum Kassel (E)
- 2009: 30 Jahre Intimbereich, KulturBahnhof Kassel
- 2005: Fische fliegen schnell im Wald, Suspekt, Kassel
- 2004: Wenn Kunst eine Sprache ist - Dann lasst uns hören!, Gerhard Wagner, Kassel
- 2003: Cara a Cara, Centro Cultural Recoleta, Buenos Aires
- 2002: Spaceart - Artspace, New York, Mailand, Kassel, Universidad de Santiago, Chile, Universidad ITESCO, Guadalajara (Mexiko), Universität Chongqing, China, Universidado Lusófona, Lissabon, Akademie der Künste, Helsinki, Akademie der Künste, St. Petersburg, Universität TUST, Ulaanbaatar, Universidad FADU - UBA, Buenos Aires
- 2001: Mi Alfabeto, Centro Cultural; Borges, Buenos Aires
- 2001: El Pueblo, Museo del Períodismo, Guadalajara
- 1997: Das Volk, documenta X Kassel
- 1996: Art Saves Life, Museo de Arte Moderno, Buenos Aires
- 1996: Mensch - Hombre, Ausstellungshalle Organisation aller Staaten von Nord- und Südamerika, Buenos Aires
- 1994: Made in Germany, Galería Der Brücke, Buenos Aires
- 1988: Dimensionsbilder, Galerie am Baseler Tor, Karlsruhe
- 1987: Linoldruck, Galerie LÉSTAMPE, Straßburg
- 1986: Farbspiele, Galeria, Heidelberg
- 1983: Linoprints, Gallery, Houston
- 1982: Die Reise in den Süden, Deutsches Konsulat, Kairo
- 1981: Die Reise in den Süden, Orangerie, Kassel
- 1979: Büdingen - Wie ich es sehe, Hellersche Buchhandlung, Büdingen

Ausstellungsbeteiligungen
- 2011: Herzbruch in Hersbruck, Hersbruck[4]
- 2010: Trash.Chance.Idea, Hartberg, Steiermark
- 2007: 1. Bildhauersymposium Bad Salzhausen
- 2007: 100 Cuadros Para La Calle, Barbaro-Bar o Bar, Buenos Aires
- 2006:  Festival of young Art Labirynth, Kłodzko
- 2000: Art Miami 2000, Miami
- 1999: Arte BA ́99, internationale Kunstmesse, Buenos Aires
- 1997: Kunst über der Stadt III, Eröffnung documenta X, Kassel
- 1995: Mail Art, Kyōto
- 1993: La Otra Cara - Das andere Gesicht II, dock 4, Kassel
- 1992: Linden-Gallery, St Kilda
- 1991: Zeitschrift für Tiegel & Tumult, Kunstverein Lübbecke, Lübbecke
- 1990: Mail Art, Gallery P3, Tokio
- 1989: Salon du Livre, Centre Georges-Pompidou, Paris
- 1987: Intergrafik 87, Berlin
- 1984: Zeitgenössische Farbgrafik III, Saalbau-Galerie, Darmstadt

## Werke in öffentlichen Sammlungen (Auswahl)
- Kunst- und Museumsbibliothek der Stadt Köln
- Sammlung Centre G. Pompidou, Paris, Frankreich
- fundación ANDREANI, Buenos Aires, Argentinien
- Archive of Visual Poetry, Miami Beach
- Staatliche Kunstsammlungen, Kassel
- Kunsthalle, Bremen
- Rijksmuseum, Den Haag
- Deutsche Botschaft, Kairo, Ägypten
- Museum für Sepulkralkultur, Kassel
- Museo de Arte Moderno, Buenos Aires, Argentinien
- Museum of Modern Art, New York
- Museo Maritimo, Ushuaia, Patagonien, Argentinien
- Museo del Juguete, El Calafate, Santa Cruz, Argentinien
- Museo de Arte Contemporáneo (Nande MAC), Corrientes, Argentinien
- Punto Azul Museo, Sierras Bayas, Argentinien
- Stadtmuseum, Kassel
- Universitätsbibliothek Kassel - Landesbibliothek und Murhardsche Bibliothek der Stadt Kassel
- Deutsche Nationalbibliothek in Frankfurt und Leipzig
- James Hardy Art Library, Queensland
- documenta Archiv, Kassel
- Centro Cultural de la Universidad Nacional de Tucumán, Argentinien
- Harry-Kramer-Archiv, Kassel
- Kunstmuseum, Hersbruck
- Klocki Ośrodek Kultury, Klodzko, Polen
- Bibliothek der Akademie der Künste, Berlin
- Bibliothek der Berlinischen Galerie, Berlin
- Kunstbibliothek der Staatlichen Museen, Berlin
- Bibliothek der Kunst- und Ausstellungshalle der BRD, Bonn
- Sächsische Landesbibliothek, Dresden
- Bibliothek der Stiftung Kunstsammlung Nordrhein-Westfalen, Düsseldorf
- Bibliothek des Museums für Moderne Kunst, Frankfurt
- Bibliothek der Hochschule für Bildende Künste, Frankfurt
- Bibliothek der Hamburger Kunsthalle
- Marta Herford gGmbH, Herford
- Bibliothek der Akademie der Bildenden Künste, München
- Institut für Moderne Kunst, Nürnberg
- Staatsbibliothek zu Berlin

## Publikationen (Auswahl)
als Herausgeber im Eigenverlag:
- Art Saves Life. Kassel 2024, ISBN 978-3-945042-36-6
- Art Saves Life - 40 Jahre Erster Kasseler Herrenabend. Kassel 2024, ISBN 978-3-945042-37-3
- Kunststücke des Herrenabends. Kassel 2020, ISBN 978-3-945042-30-4
- Am Ende der Welt - Fin del Mundo - At the End of the World. Kassel 2020, ISBN 978-3-945042-29-8
- Offenbarung. Kassel 2019, ISBN 978-3-945042-28-1
- Ausgang. Kassel 2019, ISBN 978-3-945042-26-7
- Kontinuum - Das Triumvirat. Kassel 2019, ISBN 978-3-945042-27-4
- Wunderkammer - Cuarto de los Milagros (DE/ES). Mit Sehhilfe und DVD. Salta - Villa San Lorenzo - Purmamarca 2018, ISBN 978-3-945042-25-0
- Fluchtstunden. Humahuaca - Jujuy 2018, ISBN 978-3-945042-24-3
- Zeitstaub - Erzählungen eines Schlüsselmachers. Kassel 2018, ISBN 978-3-945042-22-9
- Wie der Herrenabend nach Australien kam. Kassel 2018, ISBN 978-3-945042-21-2
- Geisterstunde. Kassel 2017, ISBN 978-3-945042-19-9
- Katalog mit CD (DE/EN): Grüße an den Herrenabend. Kassel 2017, ISBN 978-3-945042-18-2
- Wo kommt das Licht her. Kassel 2016, ISBN 978-3-945042-16-8
- E-K-H-A. Kassel 2016, ISBN 978-3-945042-15-1
- Ich bin hier. Kassel 2015, ISBN 978-3-945042-12-0
- Buch mit CD (DE/EN): Der Weg und die sieben Ebenen. Kassel 2015, ISBN 978-3-945042-07-6
- Katalog (DE): Weg-Beschreibungen: Objekte mit Gießharz. Kassel 2015, ISBN 978-3-945042-08-3
- Fragmente: für das „Kassel-Requiem“. Kassel 2014, ISBN 978-3-945042-02-1
- Sieben Räume - Sieben Ritter. Kassel 2014, ISBN 978-3-945042-01-4
- Requiem für ein Requiem. Kassel 2013, ISBN 978-3-923461-89-9
- Requiem für eine verlorene Stadt - die Installation. Kassel 2013.
- Scherben, Fragments, Fragmentos. Kassel 2013.
- Requiem für eine verlorene Stadt. Kassel 2012, ISBN 978-3-923461-82-0
- Katalog: Intimbereich. Kassel 2009, ISBN 978-3-933617-38-5
- Die Reise und die Wiedervereinigung des Volkes. Kassel 1996.
- Katalog (ES/DE): Made in Germany. Kassel / Buenos Aires 1994, ISBN 950-872-004-2
- Die Küche - La Cocina. Kassel / Buenos Aires 1994, ISBN 978-3-933617-38-5
- mit G. Aberastury, Buenos Aires (Hrsg.): Buch mit Dokumentation (DE/ES): La otra cara - Das andere Gesicht. Kassel 1993.

## Videos
- Exhibitions 2015. artort.tv
- Requiem für eine verlorene Stadt. artort.tv 2020
- 100 Menschen 100 Tage. artort.tv 2022
- 3D-Modell des Museums Luh.  artort.tv 2022